# Acartia longiremis
Acartia longiremis är en kräftdjursart som först beskrevs av Wilhelm Lilljeborg 1853.  Acartia longiremis ingår i släktet Acartia och familjen Acartiidae. Arten är reproducerande i Sverige. Inga underarter finns listade i Catalogue of Life.